# Luis María Otiñano
Luis María Otiñano Sáenz (Llodio, Álava, España, 18 de mayo de 1943 — Málaga, España, 27 de mayo de 1997) fue un futbolista español que se desempeñaba como delantero. Falleció con cincuenta y cuatro años de edad en un accidente de motocicleta. Desde 1998, el Real Club el Candado de Málaga entrega un trofeo con su nombre y en su memoria a los valores humanos en el deporte, trofeo que han recibido Vicente del Bosque, Sergio Scariolo, Dana Cervantes o Miguel Ángel Jimenez entre otros deportistas.

## Clubes
| Club                 | País   | Año       |
| C.D. Villosa         | España | 1958-1961 |
| -------------------- | ------ | --------- |
| C. D. Basconia       | España | 1961-1962 |
| Real Madrid C.F      | España | 1962-1963 |
| C. D. Málaga         | España | 1962-1969 |
| C. E. Sabadell F. C. | España | 1970-1971 |
| Cádiz C. F.          | España | 1972      |
| C. A. Osasuna        | España | 1972-1974 |